# Associação Desportiva Vasco da Gama

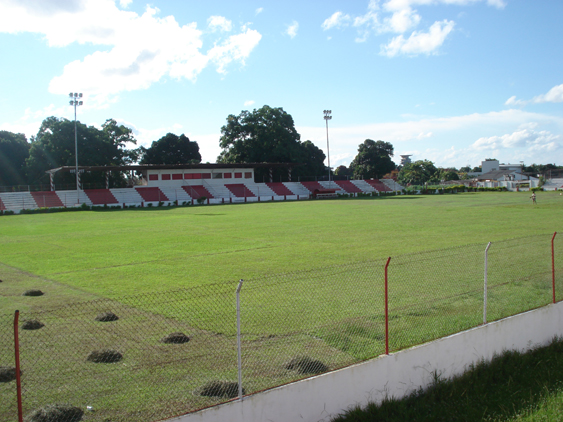
Estadi José de Melo.

L'Associação Desportiva Vasco da Gama és un club de futbol brasiler de la ciutat de Rio Branco a l'estat d'Acre. El nom del club i els seus colors foren adoptats a partir dels del Club de Regatas Vasco da Gama de Rio de Janeiro.
El club va ser fundat el 28 de juny de 1952. Guanyà el campionat d'Acre el 1965, 1999 i 2001. Participà en la Série C brasilera el 1995 i el 1999. Disputa els seus partits a l'Estadi José de Melo, el qual té una capacitat per a 8.000 espectadors.

## Palmarès
- Campionat acreano:
  - 1965, 1999, 2001